# نیکولای اولیالین
نیکولای اولیالین (روسی: Николай Владимирович Олялин؛ ۲۲ مهٔ ۱۹۴۱ – ۱۹ نوامبر ۲۰۰۹) هنرپیشه و کارگردان اهل اتحاد جماهیر شوروی سوسیالیستی بود. از فیلم‌هایی که وی در آنها بازی کرده می‌توان به حمله به لنینگراد اشاره نمود. این بازیگر در سال ۲۰۰۹ بر اثر حملهٔ قلبی درگذشت.